# Jürgen Busse
Jürgen Busse (* 14. August 1949 in München) ist ein deutscher Jurist und war von Oktober 1999 bis Oktober 2015 Geschäftsführendes Präsidialmitglied des Bayerischen Gemeindetages.

## Leben
Jürgen Busse schloss sein Studium der Rechtswissenschaft in München ab und wurde dort promoviert. Er ist verheiratet, hat zwei Töchter und wohnt in Starnberg.

## Berufstätigkeit
Busse war zunächst als Anwalt sowie als Akademischer Rat an der Ludwig-Maximilians-Universität München tätig. Stationen im staatlichen Verwaltungsdienst waren von 1981 bis 1989 das Bayerische Staatsministerium des Innern, das Landratsamt Starnberg und die Regierung von Oberbayern. Von 1989 bis 1999 war er als Referent für Städtebau und Dorferneuerung sowie als Pressesprecher beim Bayerischen Gemeindetag tätig. Seit Oktober 1999 war er dessen Direktor und Geschäftsführendes Präsidialmitglied. In diesem Amt vertrat er den Gemeindetag in verschiedenen Organisationen; unter anderem war er Vorsitzender des Verwaltungsrates der Bayerischen Verwaltungsschule (seit 2004) und der Bayerischen Versorgungskammer (seit 2005). Von 1996 bis 2017 war er stellvertretender Präsident der Bayerischen Akademie Ländlicher Raum. Busse trat Ende Oktober 2015 beim Bayerischen Gemeindetag in den Ruhestand. Als neues Geschäftsführendes Vorstandsmitglied bestellte der Gemeindetag zum 1. November 2015 Franz Dirnberger.
Busse ist als Rechtsanwalt in einer Münchner Kanzlei tätig. Er ist zudem Geschäftsführer der Bayerischen Akademie für Verwaltungs-Management.

## Ehrenamt und Mitgliedschaften
Busse ist seit 1996 als Kreisrat in Starnberg tätig. Weiter ist er Aufsichtsrat im Klinikum Starnberg. Dem Stadtrat Starnberg gehörte er von Mai 1990 bis Oktober 2016 an und war insbesondere als Verkehrsreferent aktiv. Mehrere Jahre bis 2010 war er Vorsitzender der UWG-Fraktion. Er ist Gründungsvorsitzender des Vereins Umweltbewusste Verkehrsentlastung Starnberg e. V.
Bis 2016 gehörte Busse dem Beirat der Akademie für Politische Bildung Tutzing an.

## Auszeichnungen
- 2008: Verdienstkreuz am Bande der Bundesrepublik Deutschland
- 2013: Bayerischer Verdienstorden